# NGC 340
NGC 340 је спирална галаксија у сазвежђу Кит која се налази на NGC листи објеката дубоког неба.
Деклинација објекта је - 6° 51' 58" а ректасцензија 1h 0m 34,8s. Привидна величина (магнитуда) објекта NGC 340 износи 13,7 а фотографска магнитуда 14,5. NGC 340 је још познат и под ознакама MCG -1-3-55, IRAS 00580-0708, PGC 3610.